# Leucauge sarawakensis
Espèce
Synonymes
- Opadometa sarawakensis Dzulhelmi & Suriyanti 2015

Leucauge sarawakensis est une espèce d'araignées aranéomorphes de la famille des Tetragnathidae.

## Distribution
Cette espèce est endémique de Bornéo. Elle se rencontre en Malaisie au Sarawak et au Sabah et au Brunei.

## Description
La femelle holotype mesure 9,05 mm.
Le mâle décrit par Miller et al. en 2018 mesure 2,8 mm et les femelles de 5,0 à 8,1 mm.

## Systématique et taxinomie
Cette espèce a été décrite sous le protonyme Opadometa sarawakensis par Dzulhelmi et Suriyanti en 2015. Elle est placée dans le genre Leucauge par Ballesteros et Hormiga en 2021.

## Étymologie
Son nom d'espèce, composé de sarawak et du suffixe latin -ensis, « qui vit dans, qui habite », lui a été donné en référence au lieu de sa découverte, le Sarawak.

## Publication originale
- Dzulhelmi, Suriyanti, Zulqarnain & Norma, 2015 : « Two new Opadometa species (Araneae: Tetragnathidae) from Sarawak, Malaysia. » Annales Zoologici, vol. 65, no 1, p. 101-107.